# Masakra cheerleaderek
Masakra cheerleaderek (ang. Cheerleader Massacre) – amerykański horror z 2003 roku w reżyserii Jima Wynorskiego. Film jest nieoficjalną kontynuacją slashera Mord podczas nudnego przyjęcia (1982).
Pięć cheerleaderek, ich trener i grupa chłopców wybiera się na weekend do lasu. Nikt nie wie, że w lasach czai się psychopatyczny morderca.

## Obsada
- Tamie Sheffield jako panna Sheffield
- Charity Rahmer jako Parker Jameson
- Erin Byron jako Angela Caruso
- Lenny Juliano jako Buzzy
- Bill Langlois Monroe jako szeryf Murdock
- Samantha Phillips jako oficer Phillips
- GiGi Erneta jako deputowana Adams
- April Flowers jako Tammy Rae
- Nikki Fritz jako Debbie
- Tylo Tyler jako Ryan
- Brad Beck jako Mark
- Summer Williams jako Shelley
- Brinke Stevens jako Linda
- Julie Corgill jako Dina
- Melissa Brasselle jako detektywn DeMarco